# Segunda Conferencia de Alto Nivel de las Naciones Unidas sobre la Cooperación Sur-Sur
La Asamblea General de las Naciones Unidas decidió que la Segunda Conferencia de Alto Nivel de las Naciones Unidas sobre la Cooperación Sur-Sur se celebre en Buenos Aires del 20 al 22 de marzo de 2019.

## Celebración
El 22 de agosto de 2017 la Asamblea General de las Naciones Unidas en la Resolución /71/L.83 decide que la segunda Conferencia de Alto Nivel de las Naciones Unidas sobre la Cooperación Sur-Sur se celebrará en Buenos Aires del 20 al 22 de marzo de 2019.

La Segunda Conferencia de Alto Nivel de las Naciones Unidas sobre Cooperación Sur-Sur se celebrará en Buenos Aires, Argentina, del 20 al 22 de marzo de 2019.
La Asamblea General, reconociendo la necesidad de fortalecer y fortalecer aún más la cooperación Sur-Sur, decidió mediante la resolución 71/244, de 2 de febrero de 2017, convocar una conferencia de alto nivel de las Naciones Unidas sobre cooperación Sur-Sur con motivo del cuadragésimo aniversario de la adopción del Plan de Acción de Buenos Aires para promover e implementar la cooperación técnica entre países en desarrollo (CTPD).
La Oficina de Cooperación Sur-Sur de las Naciones Unidas fue designada secretaría del proceso preparatorio de BAPA + 40 (71/244), y el 30 de agosto de 2017 se acordó una resolución de modalidades (71/318) para decidir que la Segunda Conferencia de Alto Nivel de las Naciones Unidas Conferencia sobre Cooperación Sur-Sur:
- (a) Se celebrará en Buenos Aires del 20 al 22 de marzo de 2019;
- (b) Se llevará a cabo en el nivel más alto posible, incluidos los Jefes de Estado y
- (c) Gobierno;
- (d) Consistirá en sesiones plenarias, que se celebrarán el 20 de marzo, de las 10.00 a las 13.00 horas y de las 15.00 a las 18.00 horas, y el 21 de marzo, de las 10.00 a las 13.00 horas; mesas redondas interactivas sobre los subtemas, que se celebrarán el 21 de marzo, de las 10.00 a las 13.00 horas, en paralelo con la sesión plenaria, y de las 15.00 a las 18.00 horas; y una sesión plenaria de clausura, que se celebrará el 22 de marzo, de 10.00 a 13.00 horas;
- (e) resultará en un resultado acordado intergubernamental conciso, centrado, orientado hacia el futuro y orientado a la acción;
- (f) Resultará también en resúmenes por parte del Presidente.

Organización de las Naciones Unidas

## Segunda Conferencia de Alto Nivel de las Naciones Unidas sobre la Cooperación Sur-Sur
Consiste en sesiones plenarias, que se celebran el 20 de marzo, de las 10.00 a las 13.00 horas y de las 15.00 a las 18.00 horas, y el 21 de marzo, de las 10.00 a las 13.00 horas; mesas redondas interactivas sobre los subtemas, que se celebran el 21 de marzo, de las 10.00 a las 13.00 horas, paralelamente a la sesión plenaria, y de las 15.00 a las 18.00 horas; y una sesión plenaria de clausura, que se celebrará el 22 de marzo, de las 10.00 a las 13.00 horas;